# One Life, One Death
A One Life, One Death a Buck-Tick japán rockegyüttes tizenegyedik nagylemeze, mely 2000-ben jelent meg. Tizenegyedik volt az Oricon albumlistáján, 30 170 eladott példánnyal. Az album címe a Cyborg Dolly: Szora-mimi: Phantom című dal dalszövegéből származik. A dal címét Dolly, a klónozott birka ihlette. Ezzel az albummal kezdődően Imai Hiszasi számítógépet is használni kezdett a komponáláshoz és úgy nyilatkozott, hogy nem nagyon tudta azt a hangzást elérni, amit elképzelt.

## Dallista
Az összes dalszöveg szerzője Szakurai Acusi, kivéve, ahol külön jelölve van; az összes szám szerzője Imai Hiszasi, kivéve, ahol külön jelölve van.
| 1.    | Baby, I Want You.                                                  |              |                 |  |
| 2.    | Check Up                                                           | Imai Hiszasi |                 |  |
| 3.    | Glamorous -Fluxus-                                                 |              |                 |  |
| 4.    | Cyborg Dolly: Szora-mimi: Phantom (細胞具ドリー: ソラミミ:PHANTOM) | Imai Hiszasi |                 |  |
| 5.    | Kain (カイン)                                                      |              |                 |  |
| 6.    | Death Wish                                                         |              | Hosino Hidehiko |  |
| 7.    | Megami (女神)                                                      |              | Hosino Hidehiko |  |
| 8.    | Sapphire (サファイア)                                              |              |                 |  |
| 9.    | Rhapsody                                                           | Imai Hiszasi |                 |  |
| 10.   | Flame                                                              |              |                 |  |
| 49:42 |                                                                    |              |                 |  |